# Uttigkofen
Uttigkofen ist ein Ortsteil der Gemeinde Aldersbach im niederbayerischen Landkreis Passau.

## Lage
das Kirchdorf Uttigkofen liegt am rechten Ufer des Sulzbachs im Isar-Inn-Hügelland etwa zwei Kilometer südwestlich von Aldersbach an der Staatsstraße 2108.

## Geschichte
Eine Witwe namens Christina Vilserin gab 1242 mit Einwilligung ihrer Kinder ein Gut zu Uttinchoven dem Kloster Aldersbach. 1379 besaß Landgraf Johann von Leuchtenberg das Dorf Uttigkofen als Lehen von Stift Obermünster in Regensburg. Die Güter in Uttigkofen gehörten bis zur Säkularisation größtenteils der Herrschaft Haidenburg, kleinere Teile dem Kloster St. Nikola und dem Kloster St. Salvator. Auch die Hofmark Uttigkofen unterstand der Herrschaft Haidenburg.
Schon im 14. Jahrhundert befand sich hier eine Marienkirche. Wolfgang von Closen, Pfarrer in Uttigkofen, wurde 1556 Fürstbischof von Passau.
1818 wurde die gutsherrliche Landgemeinde Haidenburg formiert, deren Umfang identisch mit der Pfarrei Uttigkofen war. 1821 kamen Eggerting und Mandlmühle dazu. Am 1. Januar 1972 ging im Zuge der Gebietsreform in Bayern die Gemeinde Haidenburg in der Großgemeinde Aldersbach auf.

## Sehenswürdigkeiten
- Pfarrkirche Maria Himmelfahrt. Das spätgotische Bauwerk wurde Mitte des 15. Jahrhunderts erbaut und 1632 barockisiert. Der Turmaufbau ist klassizistisch. Die Einrichtung ist neugotisch, mit Teilen früherer Ausstattung, darunter eine Rokokoholzfigur Maria Verkündigung und ein Sakramentshäuschen um 1400.
- Grabdenkmäler der Adelsgeschlechter aus Haidenburg von der Spätgotik bis zum Frühbarock (15. bis 17. Jahrhundert). Der älteste Grabstein trägt die Jahreszahl 1444.
- Kapelle an der Straße nach Freundorf. Sie wurde anlässlich der 1250-Jahr-Feier des Ortes Aldersbach von Bürgern der Pfarrei Uttigkofen errichtet. Die Kapelle erinnert an die einstige Wallfahrt zum "Herrgot auf der Hochstraß".
- In der Liste der Baudenkmäler in Aldersbach sind für Uttigkofen neun Baudenkmale aufgeführt.